# Takydromus tachydromoides
Takydromus tachydromoides är en ödleart som beskrevs av  Hermann Schlegel 1838. Takydromus tachydromoides ingår i släktet Takydromus och familjen lacertider.
Arten har en chokladbrun grundfärg på ovansidan. Mellan ovansidan och undersidan finns en vit krans.
Denna ödla förekommer i Japan. Den hittas på öarna Hokkaido, Honshu, Shikoku och Kyushu samt på flera tillhörande mindre öar. Arten vistas där i gräsmarker, i buskskogar och på odlingsmark. Takydromus tachydromoides har insekter och spindlar som föda. Mellan mars och tidig augusti kan honor flera gångar lägga ägg. Allmänt läggs 2 till 6 ägg per tillfälle. Ödlan håller vinterdvala gömd i jordhålor.
För beståndet är inga hot kända och hela populationen anses vara stabil. IUCN listar arten som livskraftig (LC).

## Underarter
Arten delas in i följande underarter:
- T. t. oldi
- T. t. tachydromoides